# Станіславув (Равський повіт)
Станіславув (пол. Stanisławów) — село в Польщі, у гміні Біла-Равська Равського повіту Лодзинського воєводства.
Населення — 87 осіб (2011).
У 1975-1998 роках село належало до Скерневицького воєводства.

## Демографія
Демографічна структура станом на 31 березня 2011 року:
|          | Загалом | Допрацездатний вік | Працездатний вік | Постпрацездатний вік |
| -------- | ------- | ------------------ | ---------------- | -------------------- |
| Чоловіки | 42      | 6                  | 29               | 7                    |
| Жінки    | 45      | 4                  | 26               | 15                   |
| Разом    | 87      | 10                 | 55               | 22                   |